# Carrosserie Vanvooren
Vanvooren ou Carrosserie Vanvooren est une entreprise française de carrosserie automobile de luxe, de Paris. En activité de 1888 à 1950, avec un Âge d'or dans les années 1920 et années 1930.

## Histoire
Achille Vanvooren (1857-1928) commence sa carrière en 1888, avec un apprentissage dans l'entreprise familiale Vanvooren de son père (un showroom au 33 rue Marbeuf, sur l'avenue des Champs-Élysées du 8e arrondissement de Paris, et deux ateliers à Courbevoie, 33 rue Pierre-l'Homme, et 108 rue de la Garenne). Vanvooren fabrique et vend alors avec succès des voitures hippomobiles, puis des carrosseries pour les premières automobiles de l'Histoire de l'automobile des années 1900. 

Quelques carrosseries Vanvooren
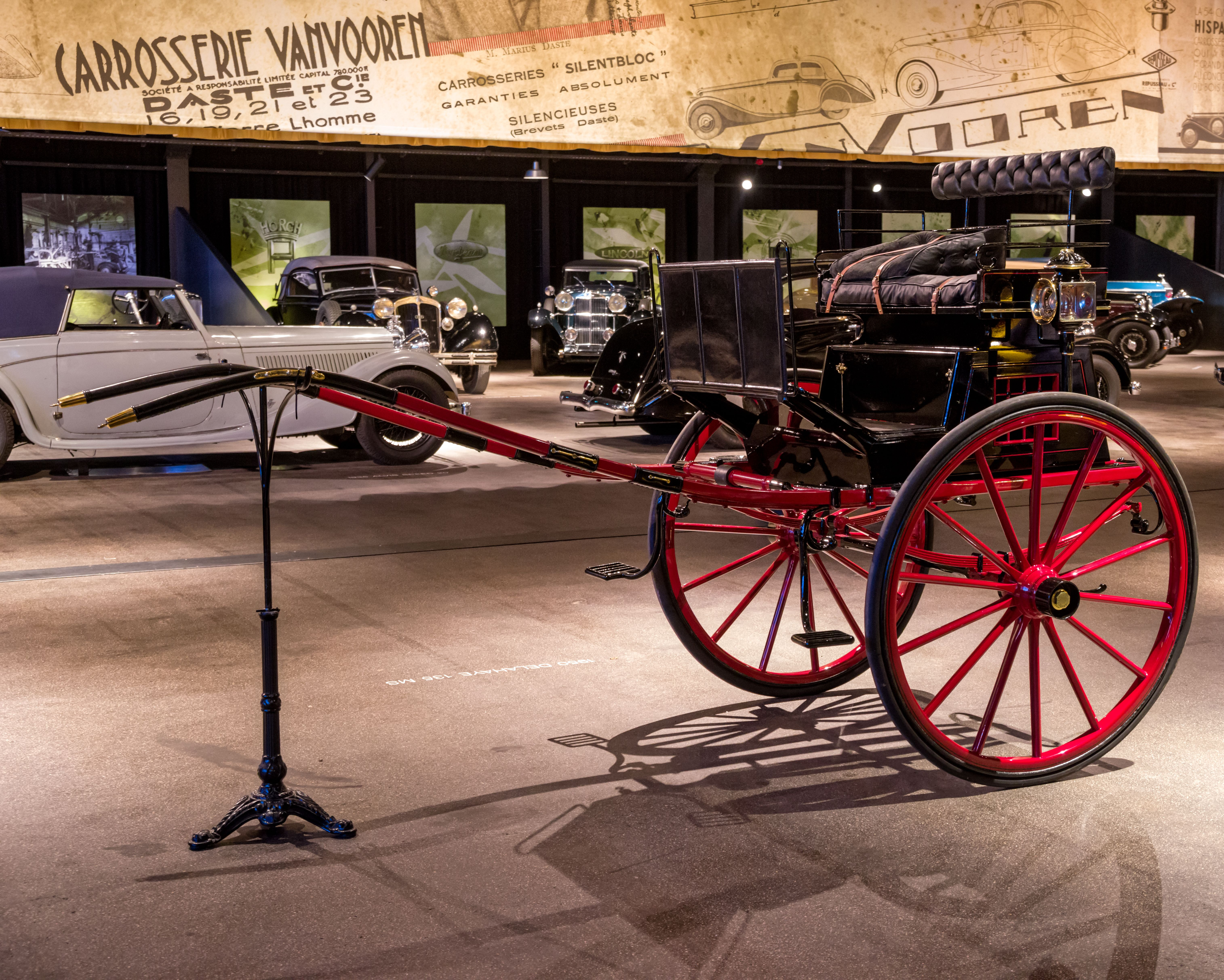
Voiture hippomobile Vanvooren.
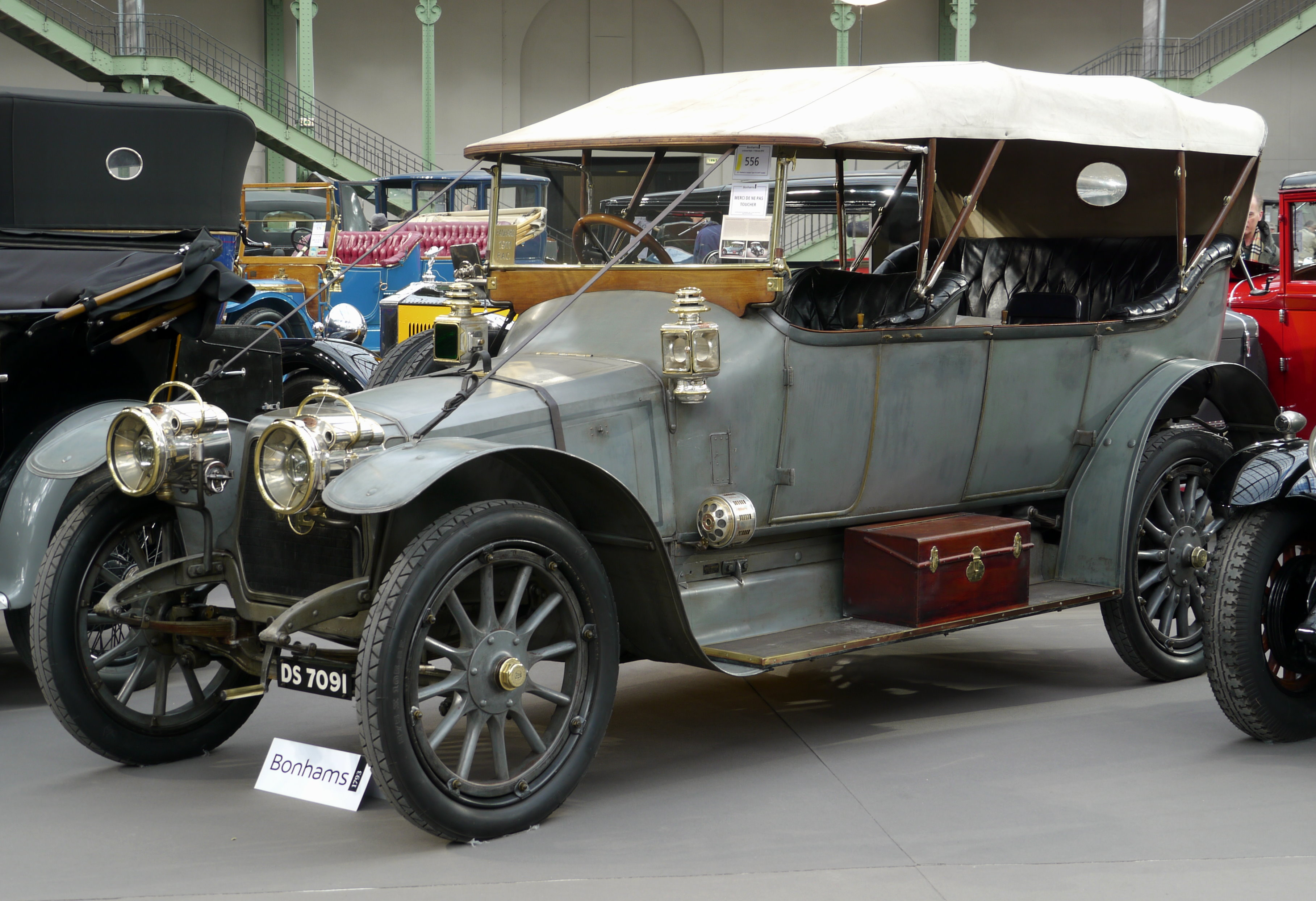
Panhard & Levassor X14 1911.
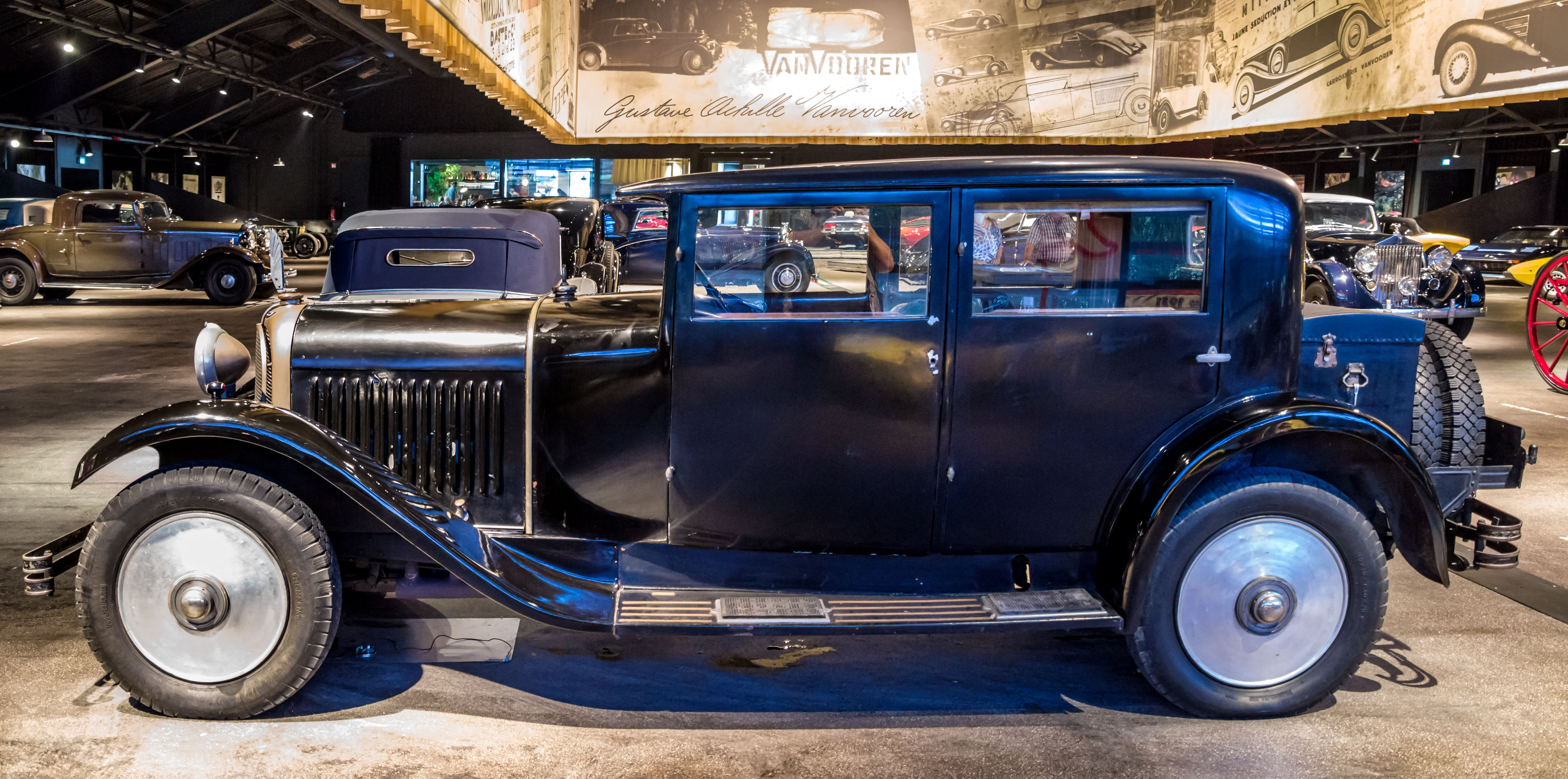
Avions Voisin C11 1928.

Il prend sa retraite en 1921, et transmet son entreprise à son directeur technique Marius Daste. La marque connait alors son Âge d'or international, en alliant élégance et haute qualité de fabrication, pour des carrosseries de luxe pour la plupart des constructeurs automobiles de l'époque, dont Panhard, Peugeot, Renault, Citroën, Delage, Delahaye, Avions Voisin, De Dion-Bouton, Delaunay-Belleville, Lorraine-Dietrich, Alvis, Unic ... avec une prédilection privilégiée pour les constructeurs de prestige Hispano-Suiza, Bugatti, Bentley, et Rolls-Royce... 

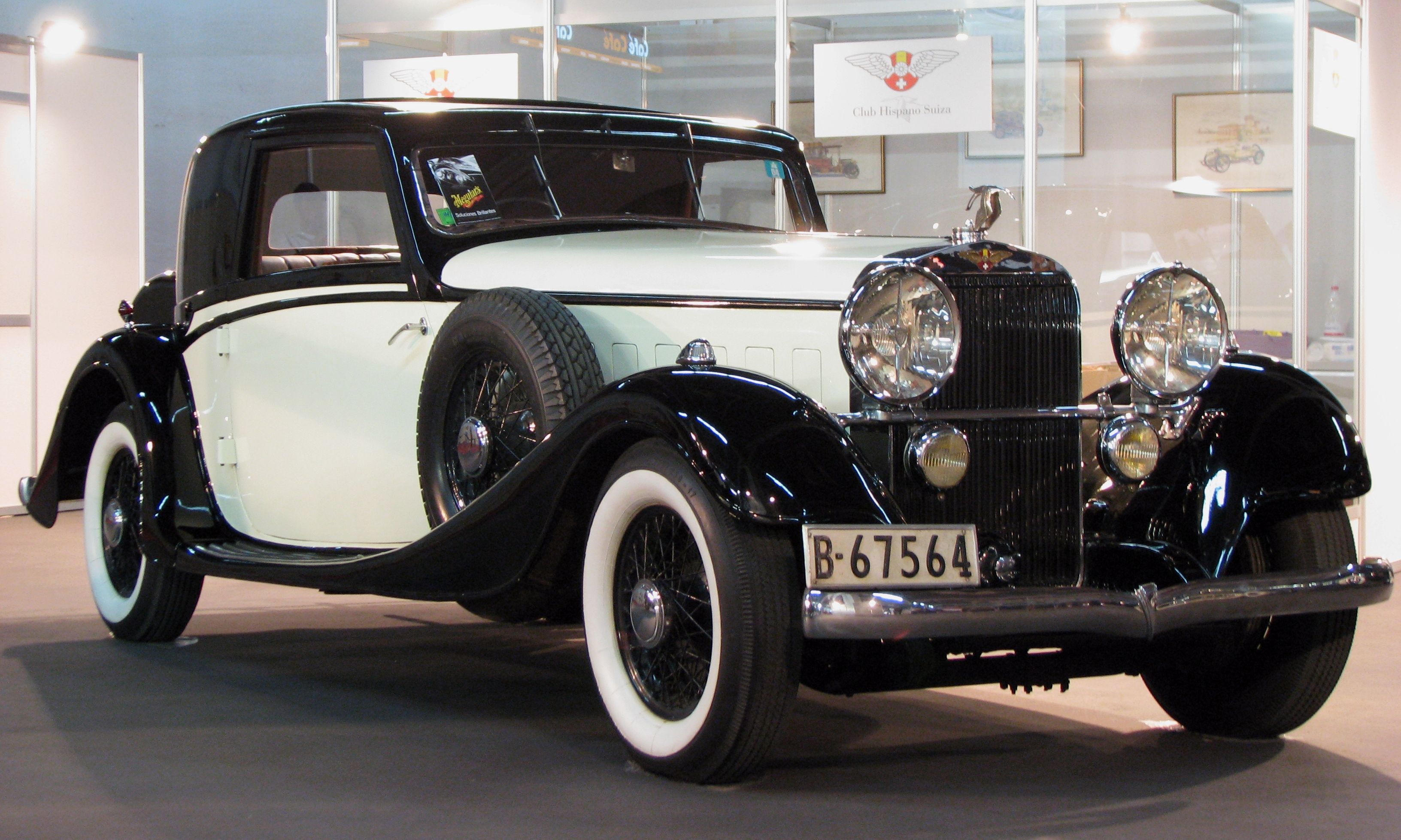
Hispano-Suiza K6 1933.
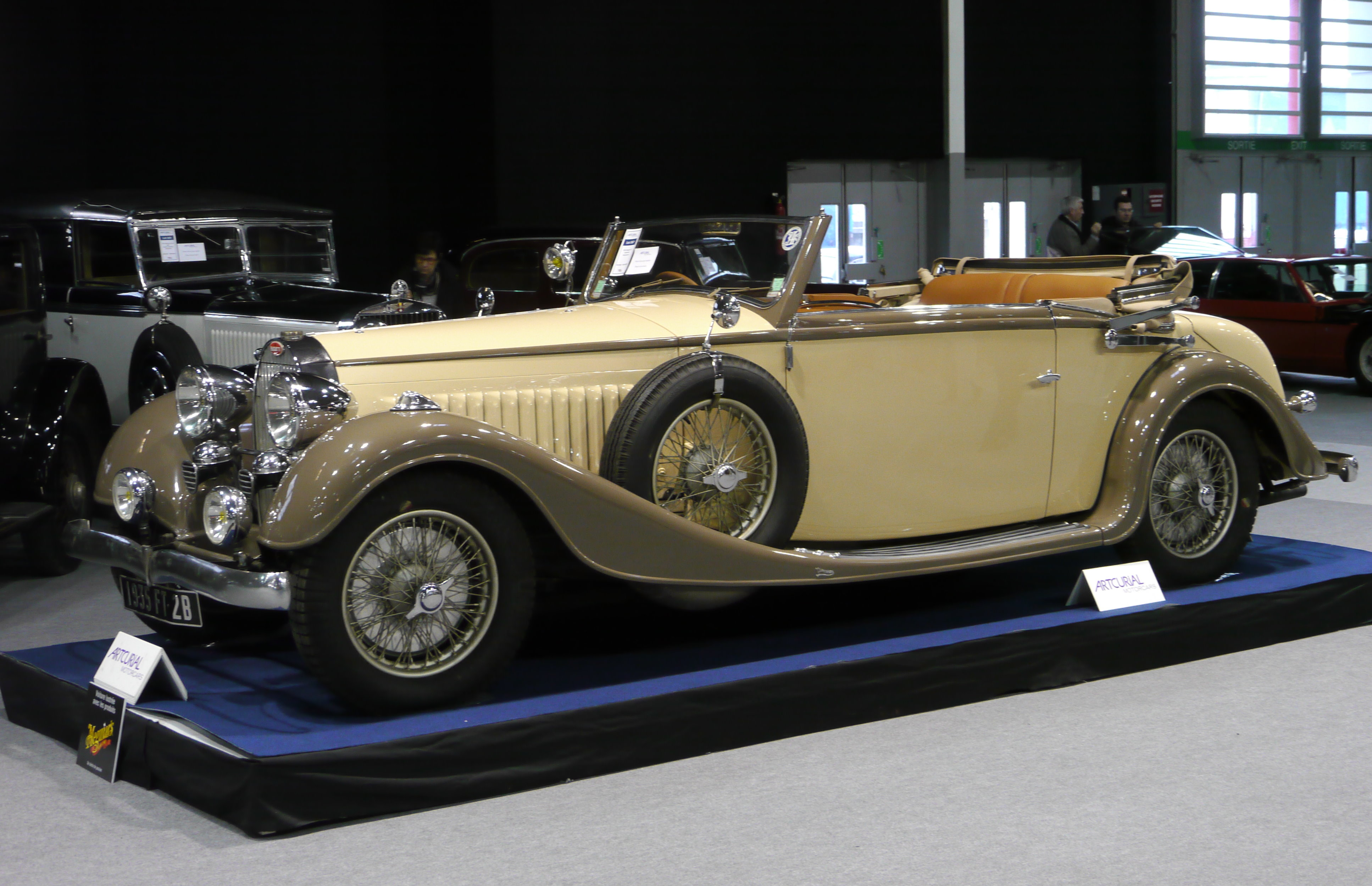
Bugatti Type 57 C 1935.
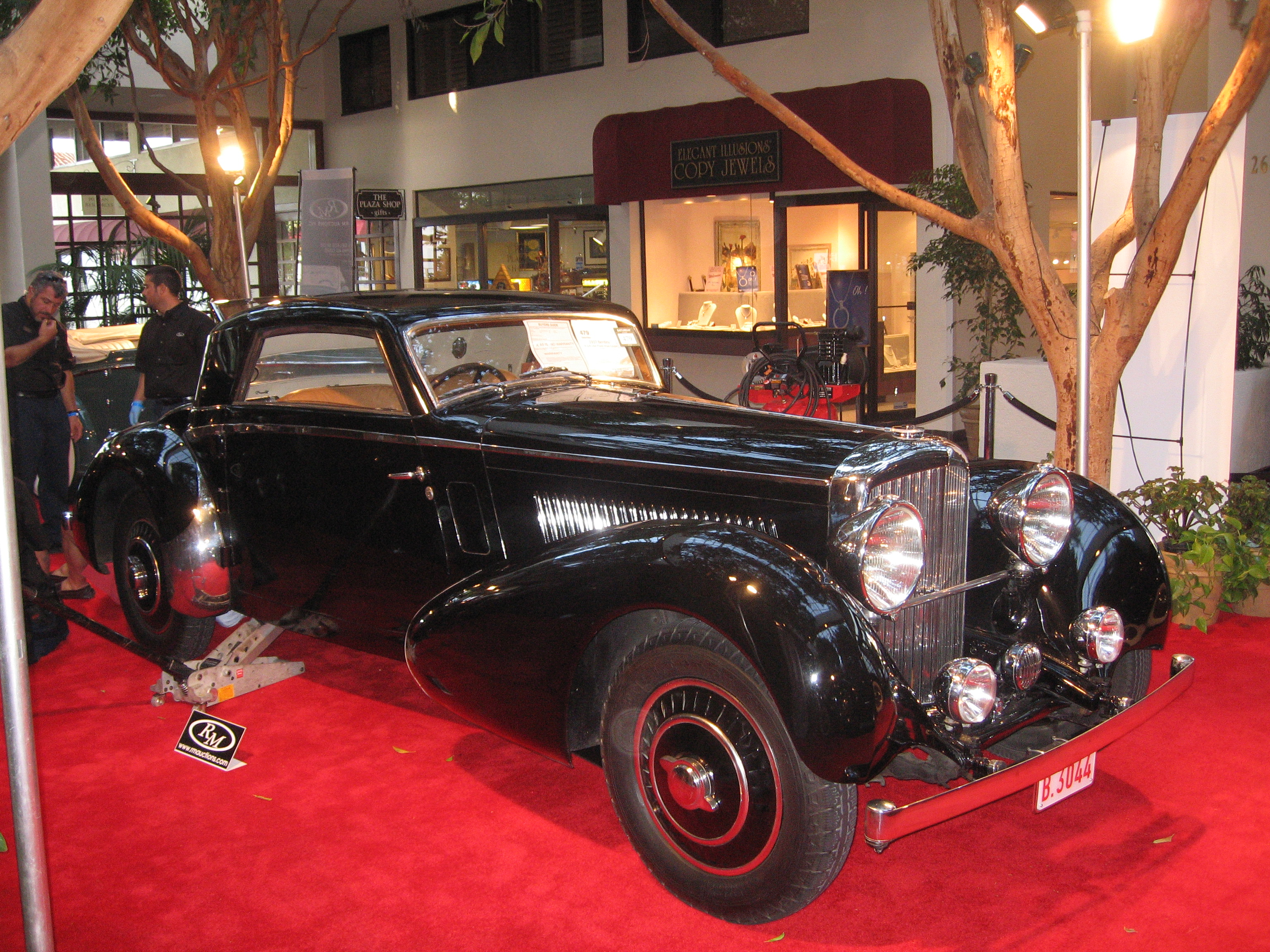
Bentley 4 Litre 1937.
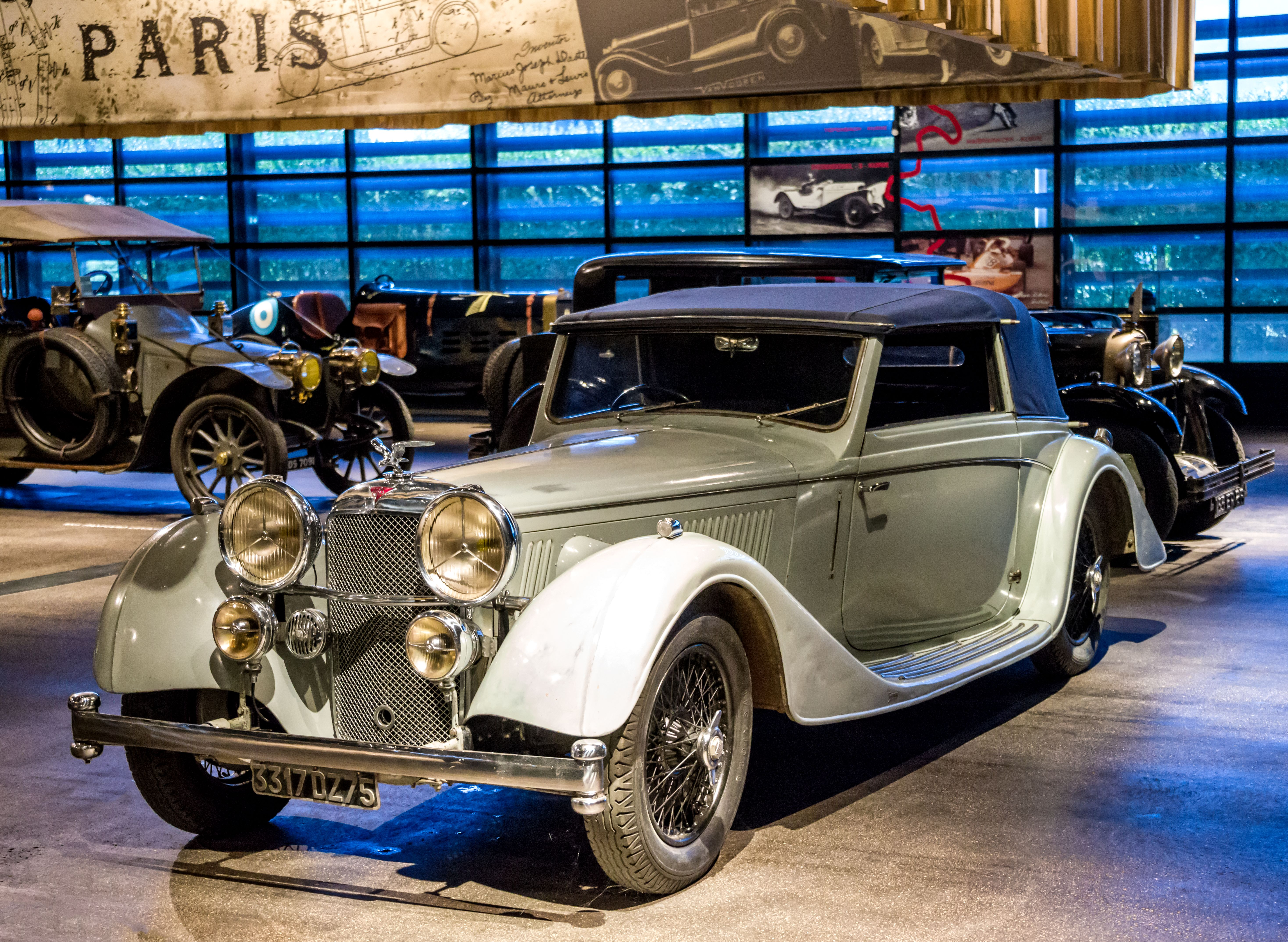
Alvis Speed 20 SD Cabriolet 1935.
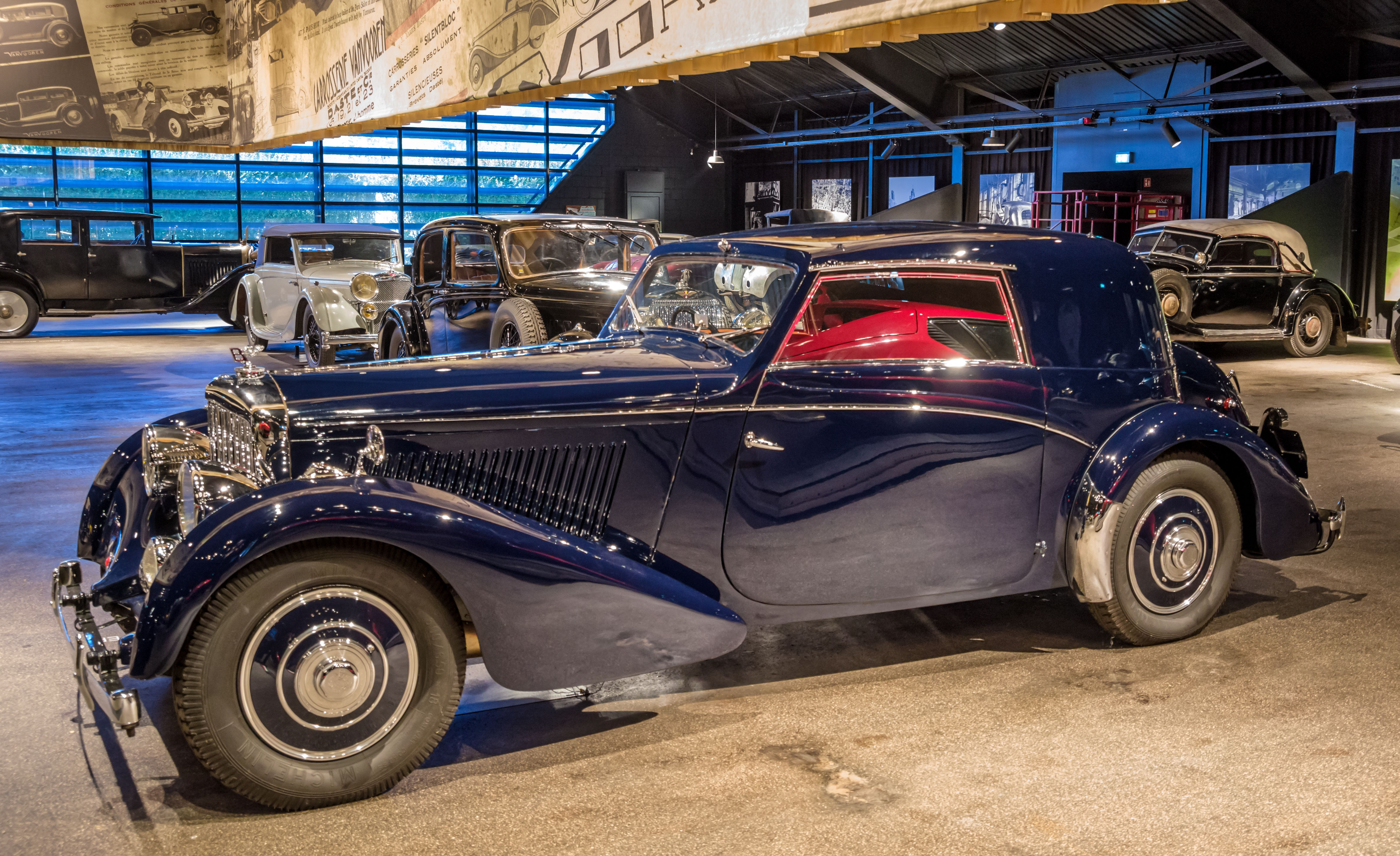
Bentley 4½ Litre Coupe 1938.
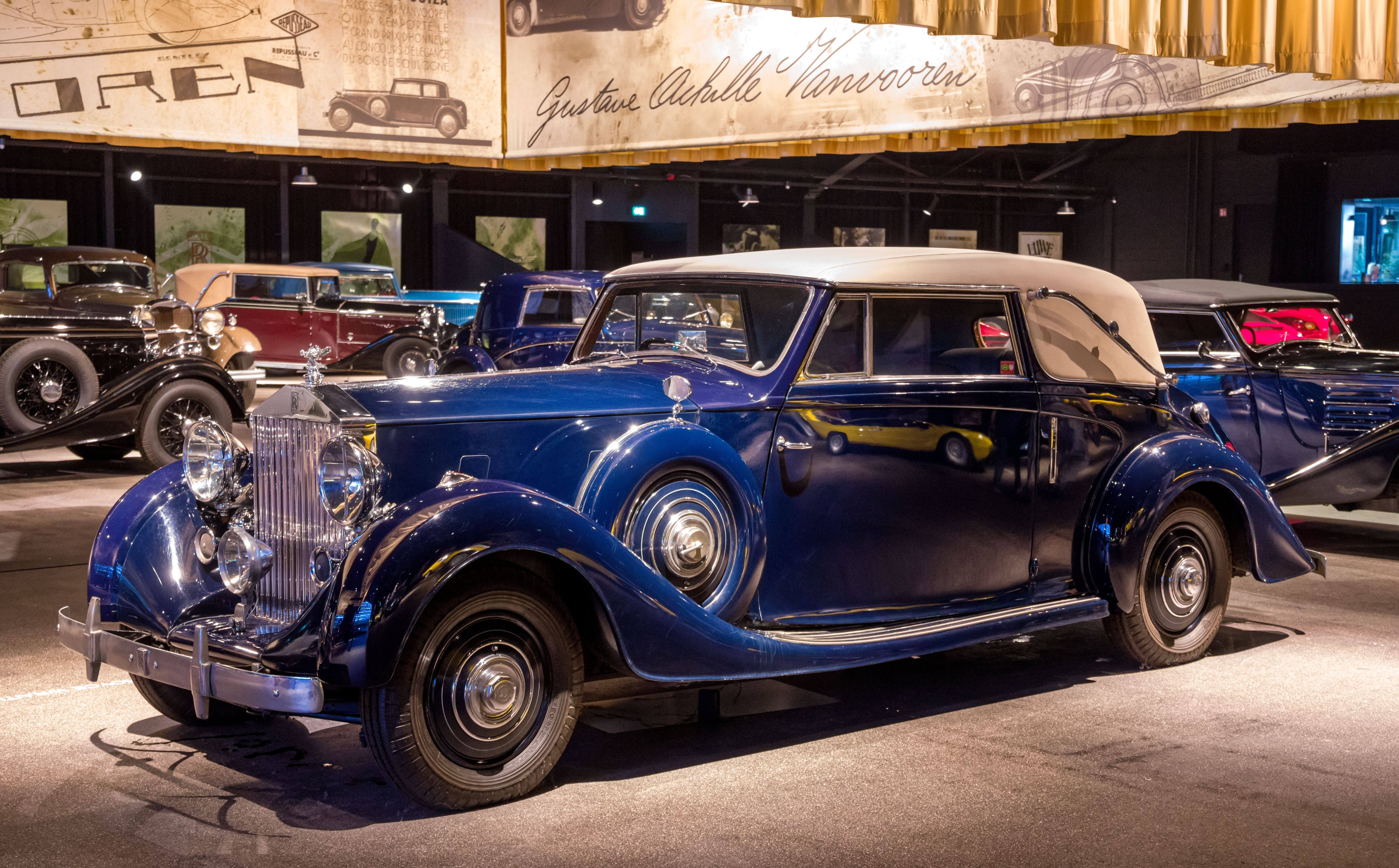
Rolls-Royce Wraith 1939.
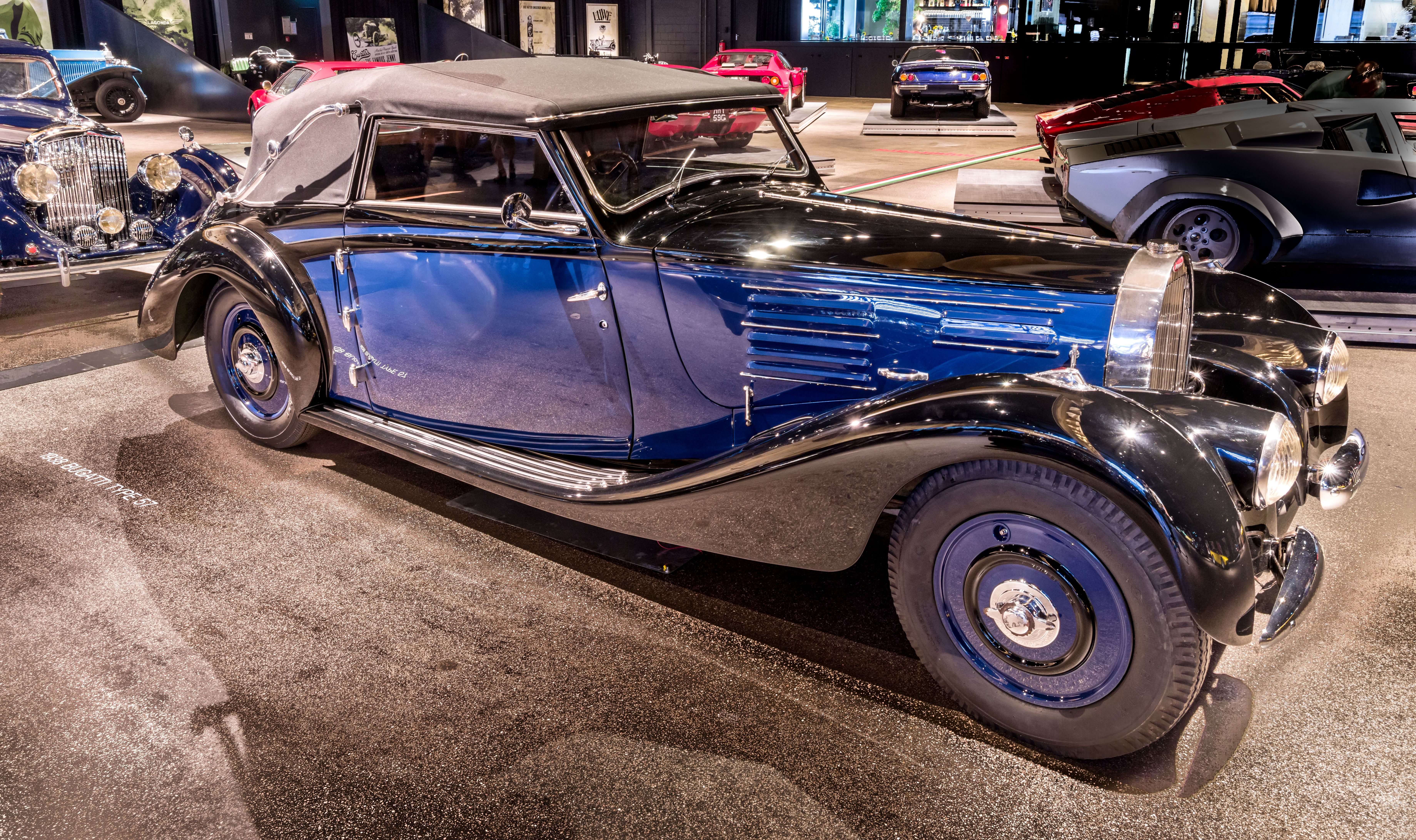
Bugatti Type 57 cabriolet 1938.
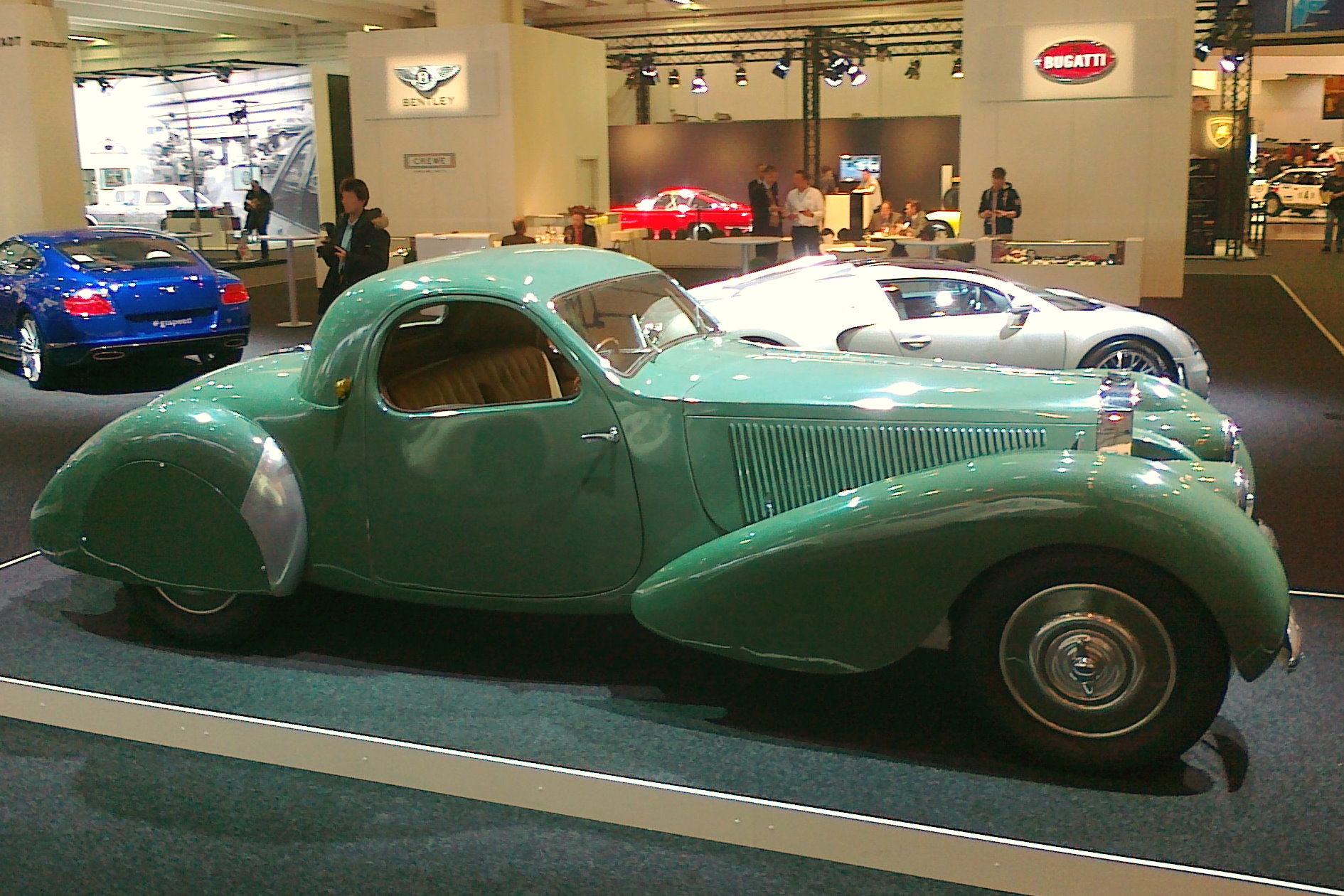
Bugatti Type 57 C Atalante 1939.
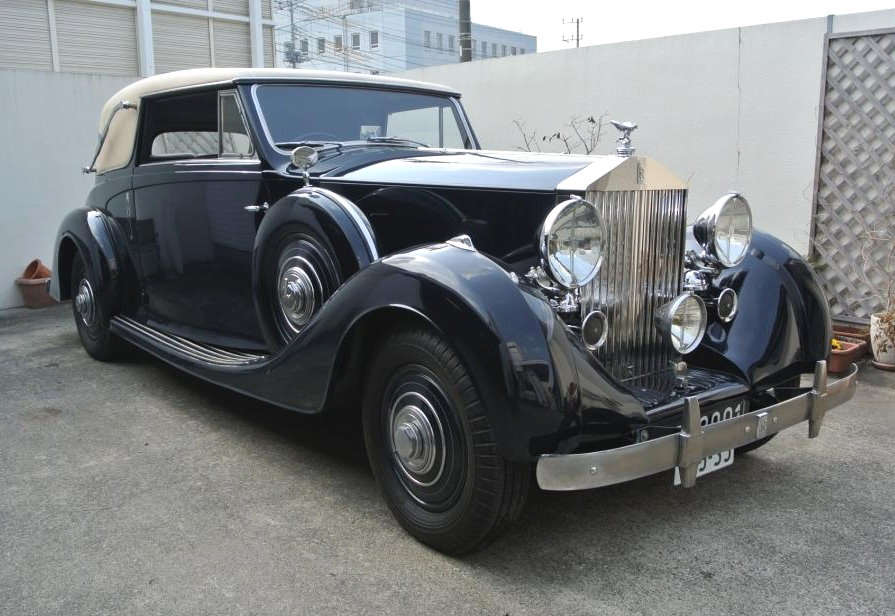
Rolls-Royce Wraith Cabriolet 1939.
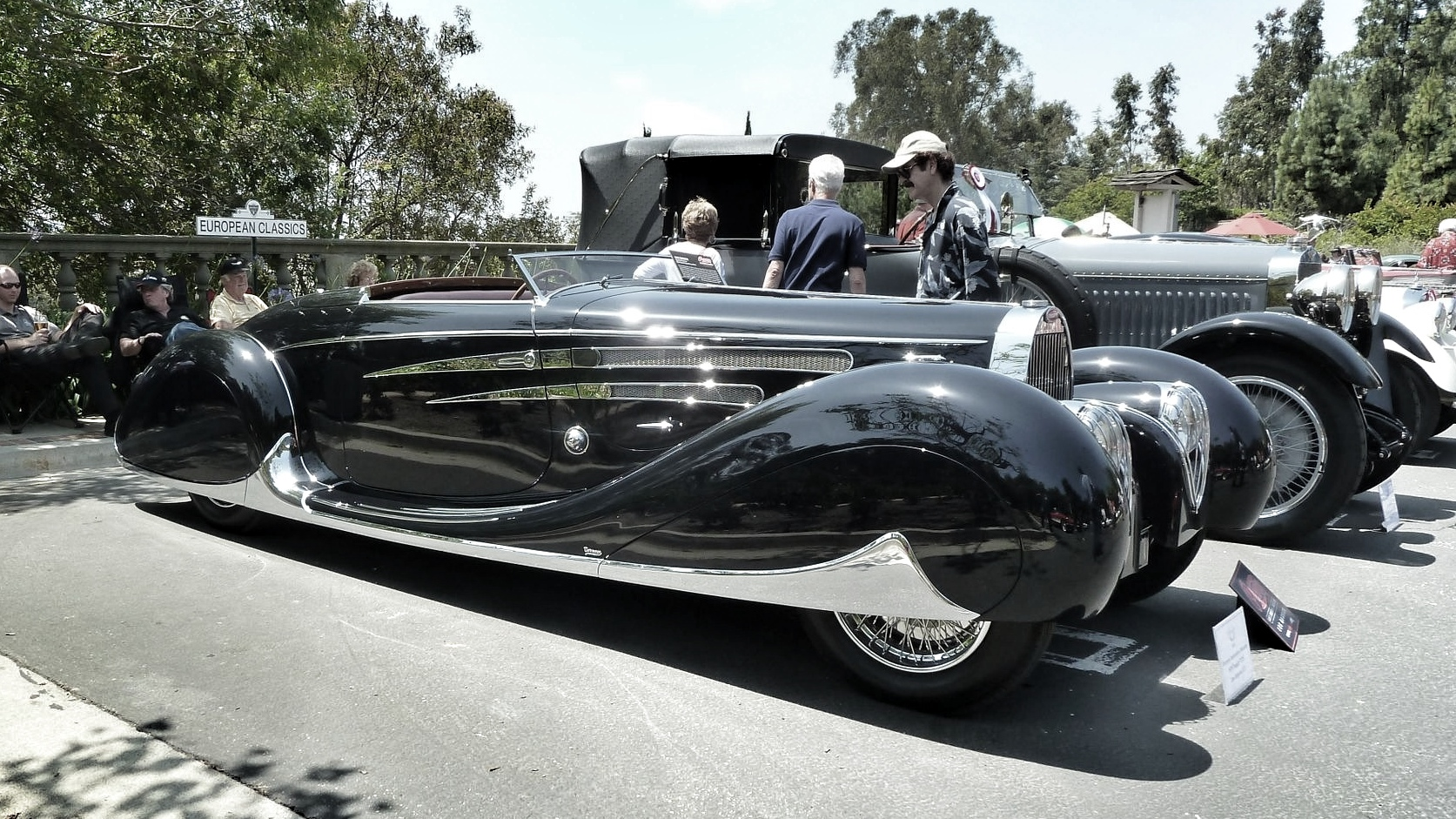
Bugatti Type 57 C Saoutchik & Vanvooren 1939.

Les ateliers sont détruits par un bombardement en 1943, durant la Seconde Guerre mondiale. La carrosserie tente de reprendre sans succès son activité en 1947, jusqu’à fermeture définitive en 1950, pour cause de conjoncture économique difficile d'après-guerre, et de manque de commande de châssis à carrosser.